# Józef Wojtan
Józef Wojtan (ur. 20 stycznia 1922 w Słupcy, zm. 16 marca 2007 w Warszawie) – polski śpiewak operowy (baryton).

## Życiorys
Urodził się 20 stycznia 1922 w Słupcy.
Jego rodzina przeprowadziła się do Łodzi kiedy miał siedem lat. Ukończył studia w Akademii Muzycznej w Łodzi (najpierw u Grzegorza Orlowa, potem u profesora Wacława Brzezińskiego).
Od 1949 pracował jako aktor i śpiewak-solista:
- 1950-1951 w Teatrze Dramatycznym w Częstochowie (m.in. rola Giermka w Goplanie, Rotmistrza w Eugeniuszu Onieginie, Benoit w Cyganerii).
- 1953-1961 w Operze w Warszawie.
- 1961-1976 w Teatrze Wielkim w Warszawie.

Z Chórem Polskiego Radia i Orkiestrą Polskiego Radia nagrał wiele patriotycznych pieśni (m.in Idzie Żołnierz Borem, Lasem; Ostatni mazur (Jeszcze jeden mazur dzisiaj); Wojenko, wojenko; Rozszumiały się wierzby płaczące).

Zmarł 16 marca 2007 w Warszawie.

## Filmografia

### Polski dubbing
- 1959: Śpiąca królewna – Książę Filip (śpiew, pierwsza wersja dubbingu)